# Wolff (Adelsgeschlecht)

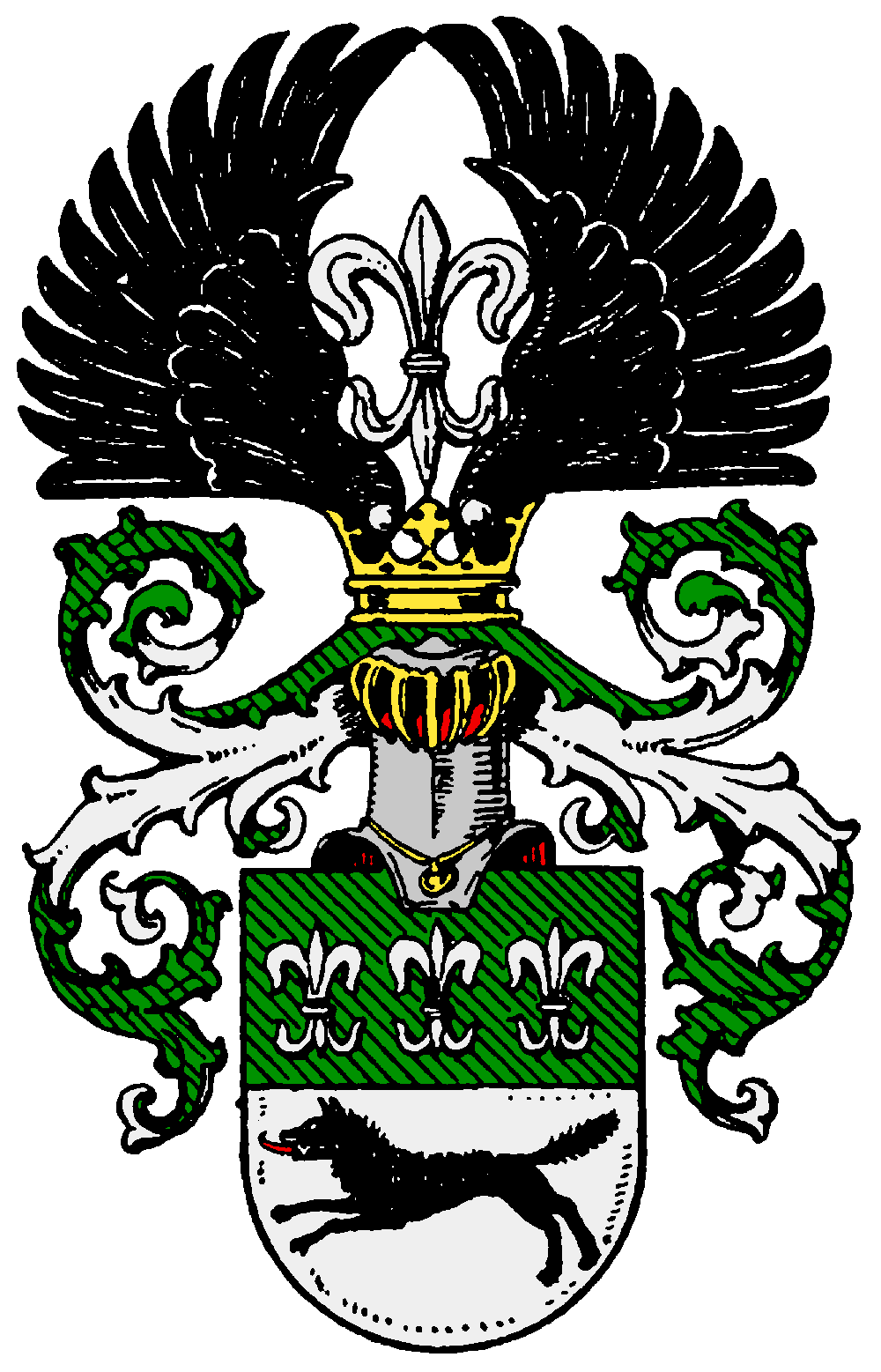
Stammwappen derer von Wolff, Schild belegt ab 1571, mit Helmzier ab 1672

Wolff (lett.: Volfs) ist der Name eines Ratsgeschlechts aus Sagan (Niederschlesien), welches im 17. Jahrhundert in das Baltikum auswanderte und 1726 das Indigenat der Livländischen, 1729 der Estländischen Ritterschaft erhielt und 1747 in den Reichsfreiherrenstand erhoben wurde. Zweige der Familie bestehen bis heute fort.

## Geschichte
Die Familie von Wolff entstammte einem früh lutherischen Ratsgeschlecht aus Sagan (Niederschlesien), das dort schon vor 1400 sesshaft war. Urkundlich ist es ab dann belegt. Bekannt sind Nickel Wolff, 1400 Bürgermeister in Sagan, Heinrich Wolff, am 11. August 1427 urkundlich erwähnt, Jorge, Hans und Caspar Wolff, erwähnt am 13. Oktober 1467. Landsässig war es auf Hansdorf, Wolfsdorf und Klein Selten. Die Belehnung mit Hansdorf, Wolfsdorf and Klein Selten im Fürstentum Sagan fand 1474 statt, von den Herzögen Ernst und Albrecht von Sachsen an Jorge Wolff. Die sichere Stammreihe beginnt mit Hans Wolff, 1515 Bürger und 1520 Ratsherr in Sagan. Mit Sigismund Adam Wolff (1646–1720) – 1671 Sekretär des Niederen Gerichts und Advokat, 1677 Ratssekretär, 1687 Ratsherr, 1704 Justizbürgermeister von Narva – erschien das Geschlecht im Baltikum. Es erhielt 1726 das Indigenat der Livländischen und 1729 das der Estländischen Ritterschaft. 1747 folgte die 1. Erhebung in den Reichsfreiherrenstand.
Den verschiedenen Zweigen der Familie von Wolff gehörten am Ende des 19. Jahrhunderts insgesamt etwa 270.000 ha Grundbesitz in Livland und Estland. Während der Russischen Revolution in den Jahren 1905/1907 wurden im Baltikum 184 Herrenhöfe und Schlösser von den Aufständischen besetzt, geplündert und in Brand gesetzt. Darunter auch Güter derer von Wolff. Zwar wurden danach einige Anwesen wiedererrichtet, doch beschloss das nach dem Ersten Weltkrieg unabhängig gewordene Lettland im April 1920 eine Landreform, welche die politische und wirtschaftliche Vormachtstellung der meist deutsch-baltischen Großgrundbesitzer endgültig brach. Diese durften je Familie nur 50 ha Land behalten. Der Rest wurde entschädigungslos enteignet und in zehntausende neue Hofflächen für Kleinbauern aufgeteilt. In Folge der Umsiedlung der Deutsch-Balten nach Deutschland 1939 und der Besetzung Lettlands durch die Sowjetunion im folgenden Jahr, ging auch der noch verbliebene Besitz der ehemaligen Großgrundbesitzer verloren. Nach der Auflösung der Sowjetunion 1991 wurden einige der früheren Wolff’schen Herrenhäuser wieder aufgebaut und dienen seitdem öffentlichen Einrichtungen.

## Wappen

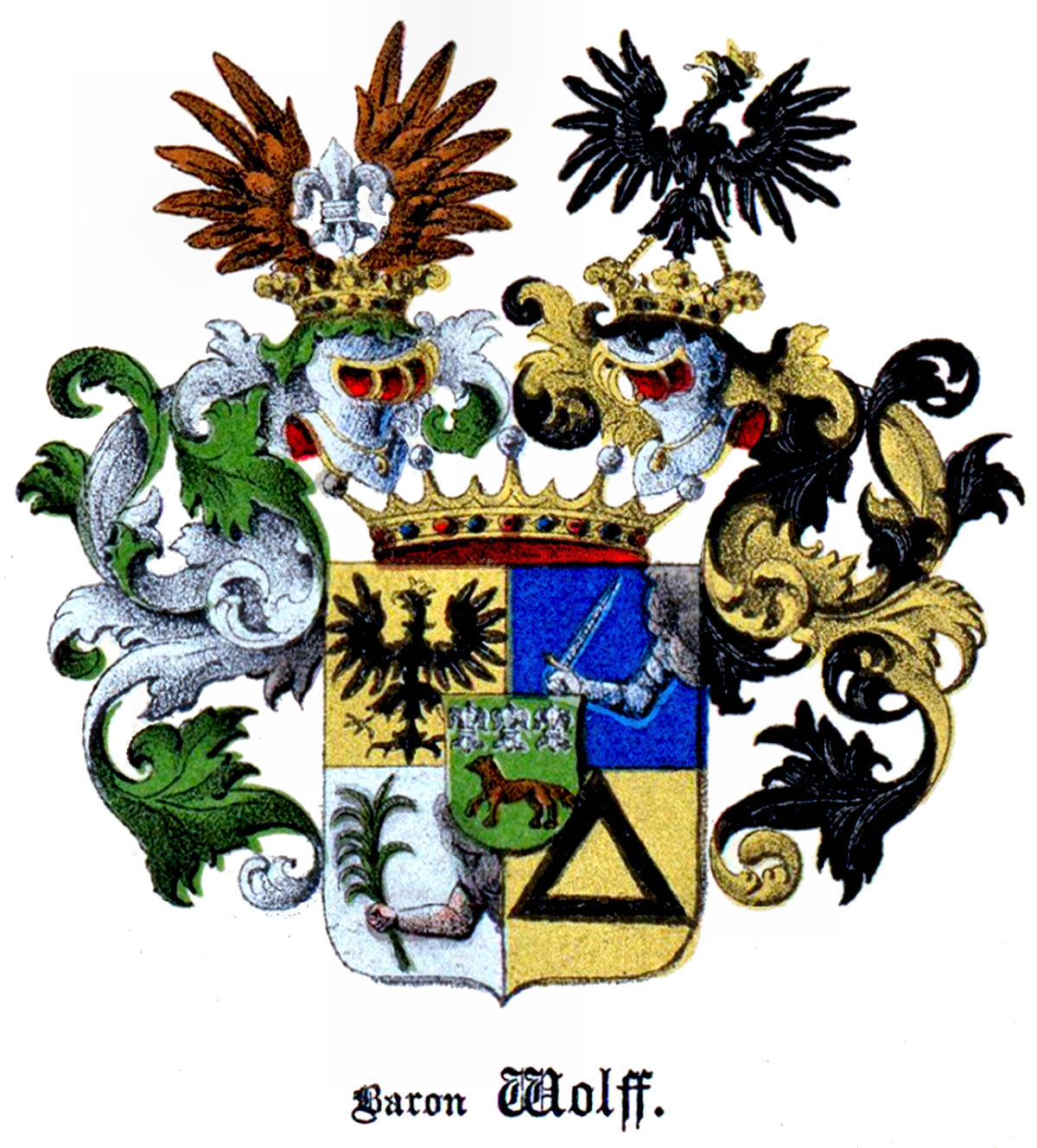
Freiherrliches Wappen derer von Wolff (1747)

Das Stammwappen derer von Wolff zeigt unter einem grünen Schildhaupt, darin drei silberne Lilien, in Silber einen naturfarbenen Wolf. Auf dem Helm mit grün-silbernen Decken eine silberne Lilie zwischen einem offenen grünen Flug.

## Bekannte Familienmitglieder

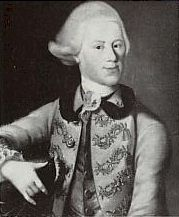
Porträt von Johann Gottlieb von Wolff (lett. Barons Johans Gotlībs fon Volfs, 1756–1817)

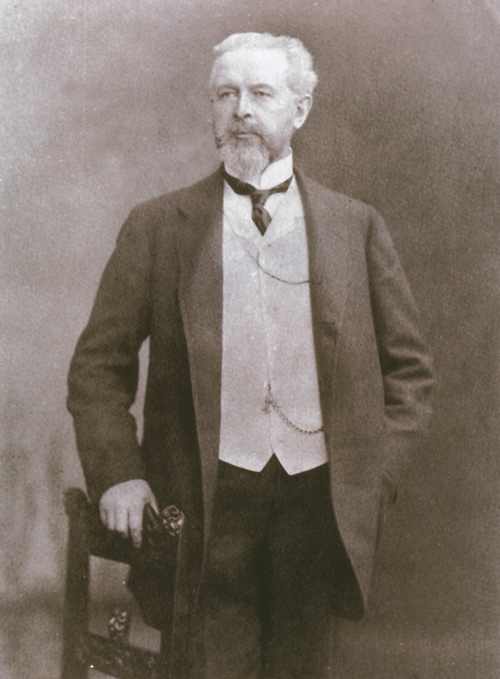
Boris von Wolff a.d.H. Stomersee (1850–1917)

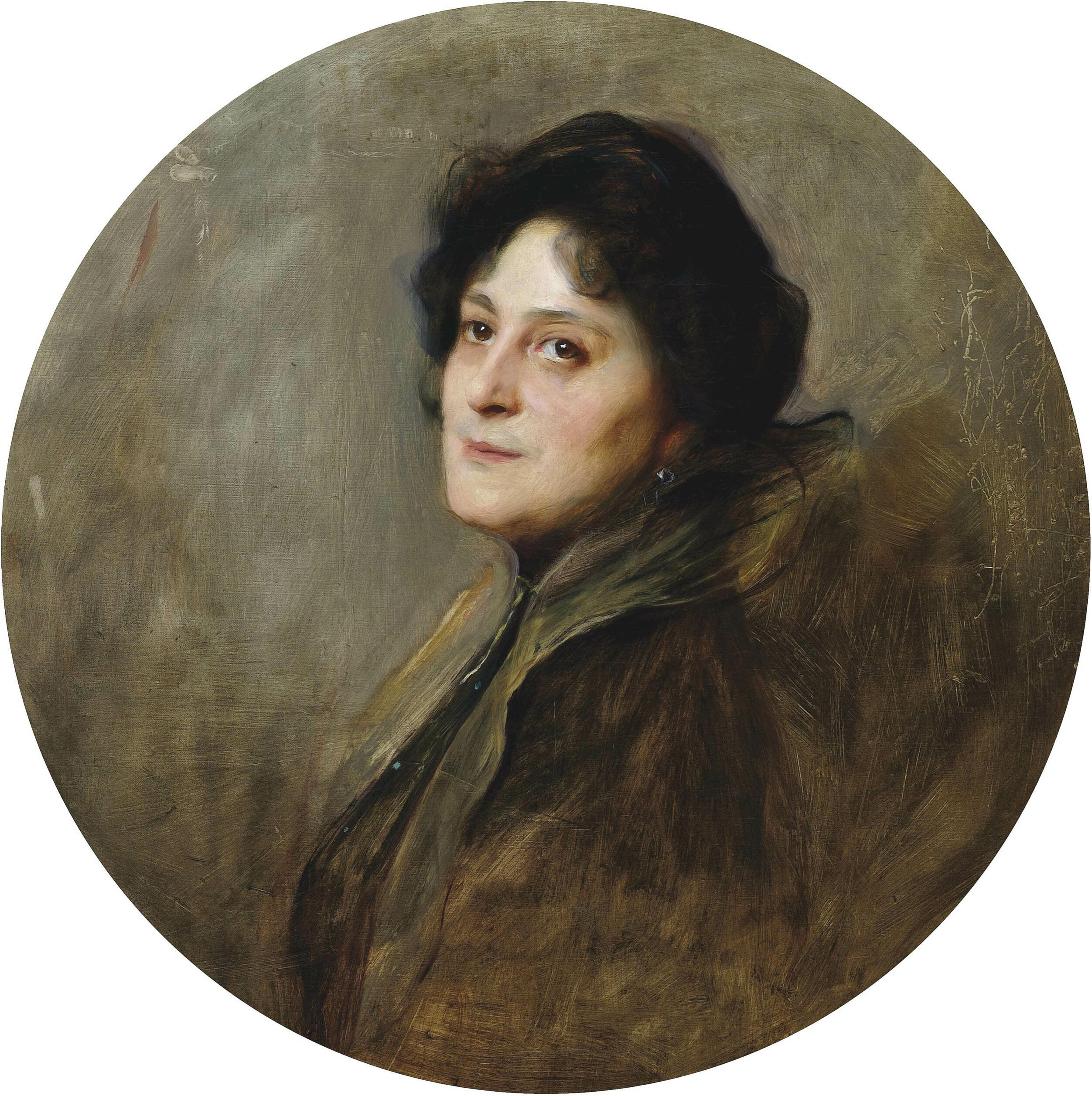
Alice von Wolff a.d.H. Stomersee, geborene Barbi (1862–1948), gemalt von Philip Alexius de László

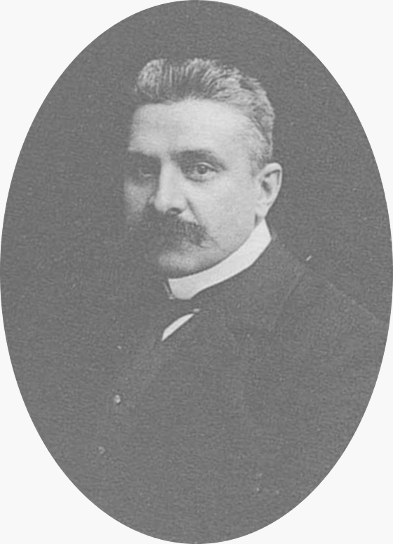
Nikolas von Wolff (1866–1940)

- Johann Gottlieb von Wolff (1756–1817), Kurfürstlich-sächsischer Leutnant und Kammerjunker, Landrat und Gutsbesitzer in Livland
- Ernst Christoph Alexander von Wolff (1783–1832), Kaiserlicher russischer Offizier und Ritter des Ordens Pour le Mérite
- Joseph Otto Albert von Wolff (1789–1870), Wasserbauingenieur und livländischer Gutsbesitzer
- Sophie (russisch: Sonja) von Wolff (1840–1919): Eine Urenkelin von Johann Gottlieb von Wolff; ⚭ 1868 Eberhard von Zeppelin;
- Isabella (genannt „Bella“) von Wolff (1846–1922): Sie war eine Cousine von Sophie von Wolff und wie diese eine Urenkelin von Johann Gottlieb von Wolff; ⚭ 1869 Ferdinand von Zeppelin, dem Erfinder der nach ihm benannten Zeppelin-Luftschiffe;
- Boris von Wolff (1850–1917) aus dem Hause Stomersee, 1879–92 Kabinettssekretär der Königin Olga von Württemberg und Hofmeister des russischen Zaren Nikolaus II. War verantwortlich für alle gemeinnützigen und wohltätigen Stiftungen der Königin in Württemberg, u. a. das Königin-Olga-Stift. Besitzer von Schloss Stomersee und Urenkel von Johann Gottlieb von Wolff; ⚭ 1894 die italienische Violinistin, Komponistin und Sängerin Alice Barbi (1858–1948). Starb am 10. März 1917 während der russischen Revolution in Petrograd (Russland);
- Nikolas von Wolff (1866–1940), Deputierter der russischen Reichsduma, livländischer Landrat
- Joseph von Wolff (Landrat) (1868–1922), livländischer Landrat
- Kurt von Wolff (1880–1957), Komponist, Leiter der Meisterklasse für Komposition an der Akademie der Künste in Berlin
- Herbert von Wolff (1886–1967), deutscher Verwaltungsbeamter, Verwaltungsrichter und Ministerialbeamter
- Alexandra von Wolff a.d.H. Stomersee (auch „Licy“ genannt) (1894–1982), Psychoanalytikerin, Tochter von Boris von Wolff und Alice Barbi und eine Ur-Urenkelin von Johann Gottlieb von Wolff; ⚭ 1932 Giuseppe Tomasi di Lampedusa.[7]
- Hans von Wolff (1903–1944), deutscher Oberst, Träger des Eichenlaubs zum Ritterkreuz des Eisernen Kreuzes

## Besitzungen
Die nachfolgend in alphabetischer Reihenfolge aufgeführten Landgüter derer von Wolff befanden sich nicht im Besitz einer Person, sondern gehörten unterschiedlichen Familienzweigen. Zudem waren diese Güter nicht alle gleichzeitig Eigentum der Familie und dies auch nicht immer für sehr lange Zeit. Mit einer Ausnahme, lagen alle Landgüter im Baltikum:
| - Alswig: (lett.: Alsviķi) - Alt-Schwanenburg (lett.: Vecgulbene) - Blumenhof - Brunnen - Dikkeln (lett.: Dikļi) - Druween - Ermes (lett.: Ērģeme) - Friedrichshof - Friedrichswald(e) (lett.: Saikava) - Fianden am Marienburger See (lett.: Lāzberģis) - Groß-Ragern - Hinzenberg - Horstenhof - Ilsen - Kalnemoise - Kawast | - Korwenhof - Kragenhof - Lettin (lett.: Litene) - Lindenberg - Lindenhof - Lubahn - Luxenhof - Lysohn (lett.: Lizums) - Mahlup - Marienstein - Meiran - Metzküll - Neu-Laitzen (lett.: Jaunlaicene) - Neu-Rosen - Neu-Sallensee mit dem Ort Skrudelina - Noetkenshof | - Paltemal - Rehsack - Reppekaln - Rodenpois - Ronneburg-Neuhof - Schluckum - Semershof (lett.: Ziemeri) - Stomersee (lett.: Stāmeriene) - Sudden - Suddenbach - Waldeck - Waldenrode - Walmeshof - Wolkowo (russ.: Wolkowka) |  |

Auf den „wolffschen“ Gütern wurde neben der Landwirtschaft auch eine ganze Reihe von Kleinbetrieben und Manufakturen errichtet, welche die dort gewonnenen landwirtschaftliche Produkte und Bodenschätze weiterverarbeiteten. Hierzu zählten die Holz- und Wollbearbeitung, Ziegeleien und Branntweinproduktion. Zudem verfügte die Familie von Wolff über Ausschanklizenzen für Kiew, St. Petersburg, Moskau und die Moskauer Eisenbahn.
Neben den Ländereien und den zugehörigen Betrieben, besaßen die verschiedenen Zweige der Familie von Wolff noch eine Reihe von Schlössern und Herrenhäusern:
- Schloss Alt-Schwanenburg (lett.: Vecgulbene muižas pils): Das 1763 von Burkhard Christoph von Münnich errichtete „Schloss Alt-Schwanenburg“, auch „Weißes Schloss“ genannt, gelangte 1789 in den Besitz von Otto Hermann von Vietinghoff und wurde 1802 von Johann Gottlieb von Wolff erworben. In den 40er Jahren des 19. Jahrhunderts von dessen Enkel Rudolf Gottlieb Magnus von Wolff (1809–1847) im Stil der Neorenaissance großzügig ausgebaut, wurde das Schloss um 1880 durch Rudolfs Sohn Johann Heinrich Gottlieb von Wolff (1843–1897) erweitert. Während der Unruhen 1905 teilweise niedergebrannt, zerstörte Artilleriebeschuss während des Zweiten Weltkriegs einen weiteren Teil des Anwesens. Östlich des Schlosses Alt-Schwanenburg, liegt das „Rote Schloss“. Johann Heinrich Gottlieb von Wolff (1843–1897), ließ es nach seiner Hochzeit 1875 mit Marissa von Öttingen (1857–1883) für diese errichten. Zudem widmete er ihr die neue angelegten Parkanlagen mit künstlichen Teichen, Seen, Grotten, Pavillons, Brücken usw. Während das „Rote Schloss“ heute als Grundschule genutzt wird, wartet das Schloss Alt-Schwanenburg und dessen Landschaftspark noch auf seine vollständige Restaurierung. Die Wirtschaftsgebäude des Guts Alt-Schwanenburg sind hingegen erhalten geblieben: Käserei, Manege, Orangerie, Gesindehaus, Stallungen und Viehküche.

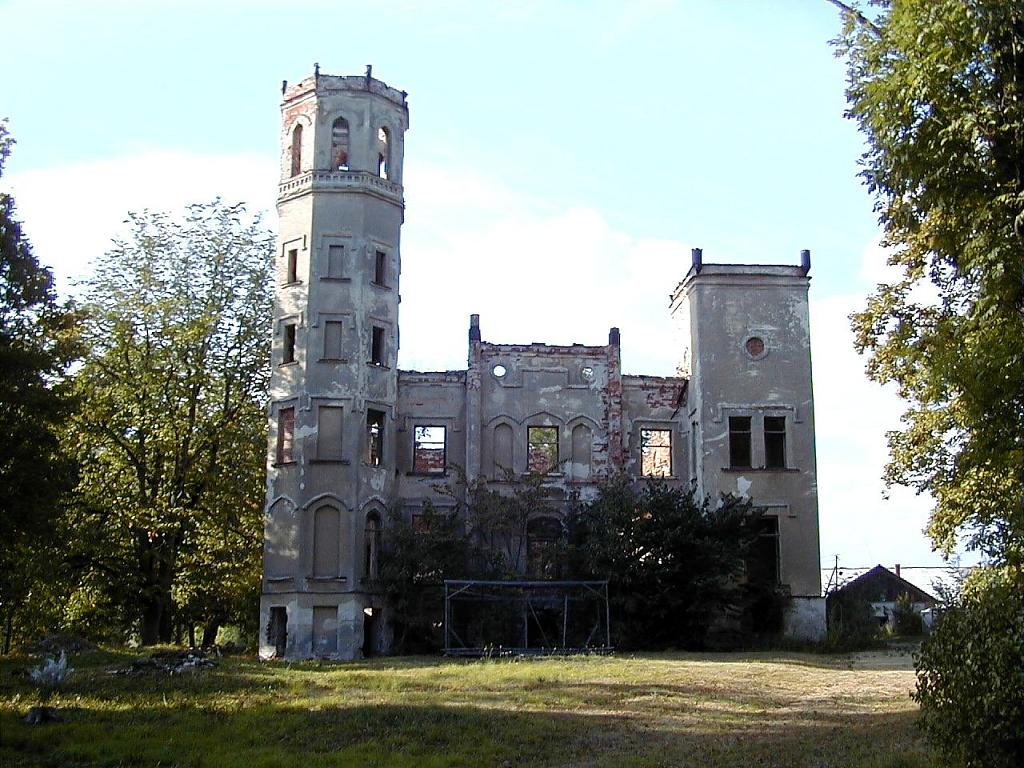
Ruinen von Schloss Fianden (2002)

- Schloss Fianden am Marienburger See (lett.: Lāzberģa muižas pils): Das Landgut wurde 1798 von Johann Gottlieb von Wolff erworben. Dessen Sohn, Ernst Christoph Alexander von Wolff (1783–1832), ließ dort 1821 ein Schloss errichten, welches 1860 im neogotischen Stil umgebaut wurde. Es steht am nördlichen Ufer des Marienburger Sees (lett.: Alūksnes ezers) und befindet sich heute in einem sehr verfallenen Zustand, da der lettische Staat, das bis 1918 gut erhaltene Gebäude teilweise als Baustofflieferant freigab.
- Schloss Lettin (lett.: Litenes muižas pils): Hier erbaute Otto Heinrich Theodor von Wolff (1790–1838), Sohn von Johann Gottlieb von Wolff, 1817 bis 1819 in einem 11,5 ha großen Park am Ufer der Pededze ein neues Schloss im klassizistischen Stil. Architektonisches Vorbild war das Schloss Neu-Laitzen. Die Allee durch das Gut geht auf das Jahr 1796 zurück. Die Stallungen stammen aus dem Jahre 1821. Das Schloss wurde 1905 angezündet und später in einer schlichteren Form wieder aufgebaut. Im Zuge der lettischen Landreform 1920 wurde es enteignet und die dazugehörigen Ländereien in kleine Hofflächen aufgeteilt. Seit 1924 dient das Schloss als Grundschule. Es steht heute zusammen mit den dazugehörigen Wirtschaftsgebäuden unter Denkmalschutz.
- Schloss Lysohn (lett.: Lizuma muižas pils): 1836 erwarb Otto Johann Gottlieb von Wolff (1804–1859) das Anwesen in der Region Vidzeme und ließ an Stelle eines älteren Herrenhauses ein neues Schloss errichten. In der zweiten Hälfte des 19. Jahrhunderts wurde das rechteckige, zweigeschossige und teilweise unterkellerte Schlossgebäude dann im englischen Tudorstil umgebaut. Neben der Neugestaltung der Fassade, wurde der Mittelrisalit mit einer Attika gekrönt und ein achteckiger Turm an das Schloss angebaut. Die Innenausstattung wurde von dem estnischen Künstler Aleksandrs Knoks geschaffen. Diese ist im Treppenhaus und in einigen Sälen, insbesondere im „Blauen-“ oder auch „Jägersaal“ erhalten geblieben. Im Zuge der Landreform 1920 verstaatlicht, wurde 1936–1937 in dem Schloss eine Grundschule eingerichtet, welcher 1957 eine bis heute bestehende Sekundarschule folgte. Das Schloss ist noch immer von einem 5 ha großen Landschaftspark mit vier Teichen und einheimischen und exotischen Bäumen und Pflanzen umgeben. Daneben existieren noch mehrere Wirtschaftsgebäude des Schlosses, darunter eine Destillerie.
- Schloss Neu-Laitzen (lett.: Jaunlaicene muižas pils): Im Jahre 1789 von dem mit der Familie von Wolff befreundeten Fürsten Woronzow erworben, wurde das Schloss und die dazugehörigen Anlagen von Johann Gottlieb von Wolff großzügig, aber ohne äußerliche Pracht ausgebaut. Neben dem Schloss wurden zwischen dem Ende des 18. Jahrhunderts und der Mitte des 19. Jahrhunderts 33 weitere Gebäude aus Feldsteinen oder aus örtlich hergestellten Ziegeln errichtet. Von diesen sind noch 16 erhalten, wenn auch in unterschiedlichen Erhaltungszuständen. Im Jahre 1870 wurde das Anwesen um eine Familienkapelle mit Krypta erweitert. Im Haus des früheren Gutsverwalters befindet sich heute ein Museum des Landgutes Jaunlaicene, welches sich dem kulturhistorischen Erbe des Gutes und der Kirchengemeinde von Opekalns widmet. Zu dem Schloss gehört auch ein 9 ha großer Park mit Teichen, einer Insel und altem Baumbestand.[8]
- Schloss Semershof (lett.: Ziemera muižas pils): 1786 im Stil des Klassizismus errichtet. Aus dieser Zeit stammen heute noch die Treppen, das Parkett, der Kamin und das Deckgesims. 1804 erwarb Johann Gottlieb von Wolff das Schloss von Otto Reinhold von Brandten und ließ 1807 noch einen Vorratsraum im Empirestil und einen Stall hinzufügen.
- Schloss Stomersee (lett.: Stāmerienas muižas pils): Von Johann Gottlieb von Wolff errichtet und 1835 im Stil der Neorenaissance umgebaut, liegt das Schloss in einem 25 ha großen Park zwischen Stāmerienas See und an dem Pogas See. Der Park wurde als Landschaftsgarten im Englischen Stil nach der sogenannten Fächerform angelegt. 1904 ließ Boris von Wolff a.d.H. Stomersee (1850–1917) für seine Mutter, Sophia, geb. Fürstin Potjomkin, wenige hundert Meter von der Schlossanlage entfernt die russisch-orthodoxe Kirche St. Nevsky errichten. Das Schloss wurde 1905 niedergebrannt und 1908 von dem zuvor erwähnten Boris von Wolff wieder wie vor der Zerstörung aufgebaut, ergänzt mit Stilelementen des Palladianismus und des Jugendstils. Schloss Stomersee war eines der wenigen Herrenhäuser in Lettland, welches nach der Bodenreform 1920 nicht enteignet wurde, sodass die Familie von Wolff-Stomersee dort bis 1939 – dem Jahr als Lettland in die Sowjetunion zwangseingegliedert und der verbliebene Privatbesitz enteignet wurde – wohnen bleiben konnte. Während dieser Jahren kam der italienische Schriftsteller Giuseppe Tomasi di Lampedusa, Autor des Romans „Der Gepard“ mehrfach dorthin zu Besuch. Am 24. August 1932 heiratete er dann in Riga Alice Alexandra von Wolff (1892–1984), die Besitzerin von Schloss Stomersee. Nach dem Zweiten Weltkrieg war zunächst eine landwirtschaftliche Hochschule in dem Schloss ansässig, in späteren Jahren dann ein Büro einer sowjetischen Staatsfarm (Sowchose). Nach der Unabhängigkeit Lettlands und dem Untergang der Sowjetunion 1991, stand das Anwesen zwischen 1992 und 1998 leer. Heute ist das Schloss ein Kulturzentrum.

Schloss Alt-Schwanenburg, auch „Weißes Schloss“ genannt (lett.: Vecgulbene muižas pils)
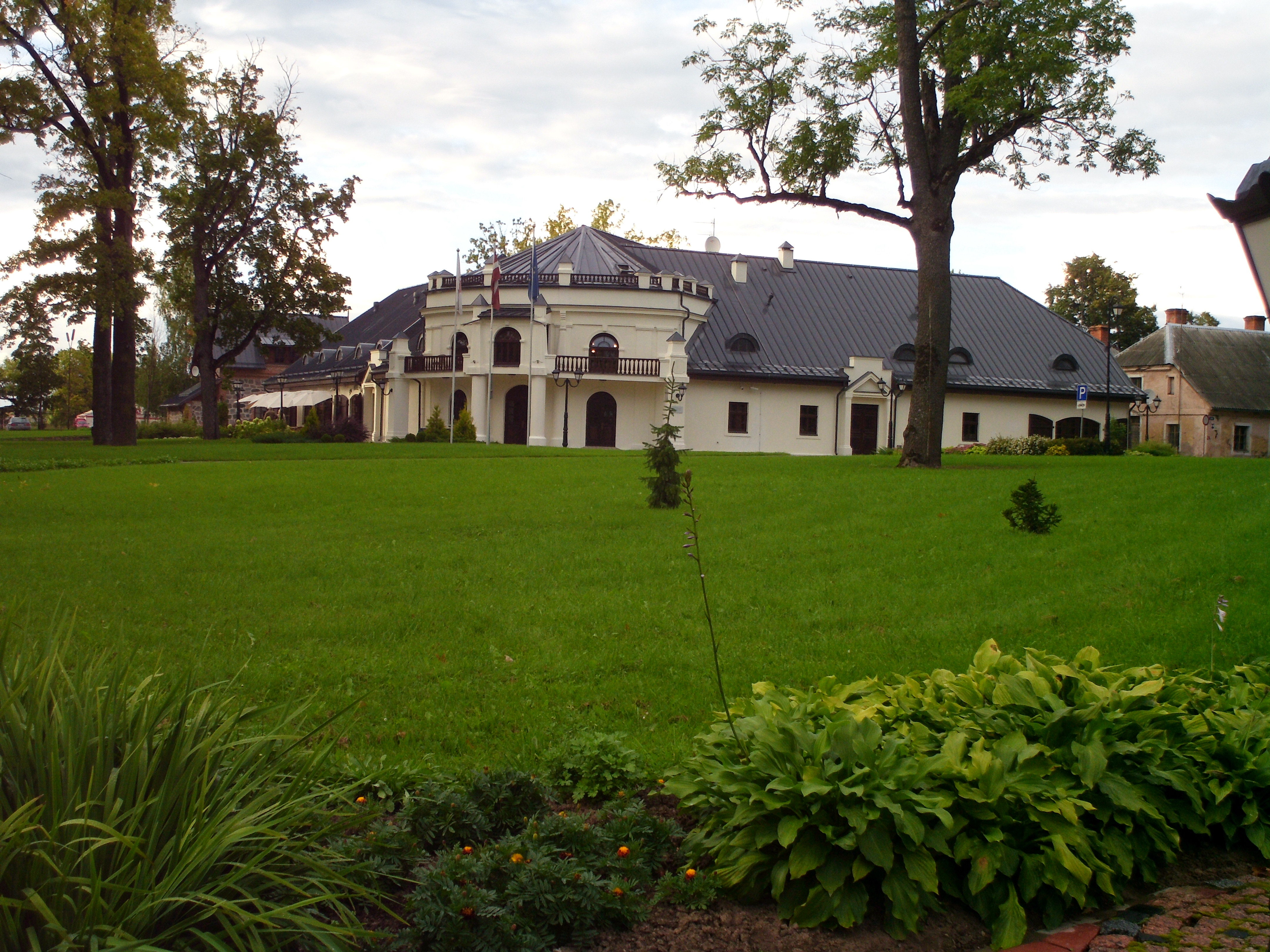
Reitstall und -halle von Schloss Alt-Schwanenburg
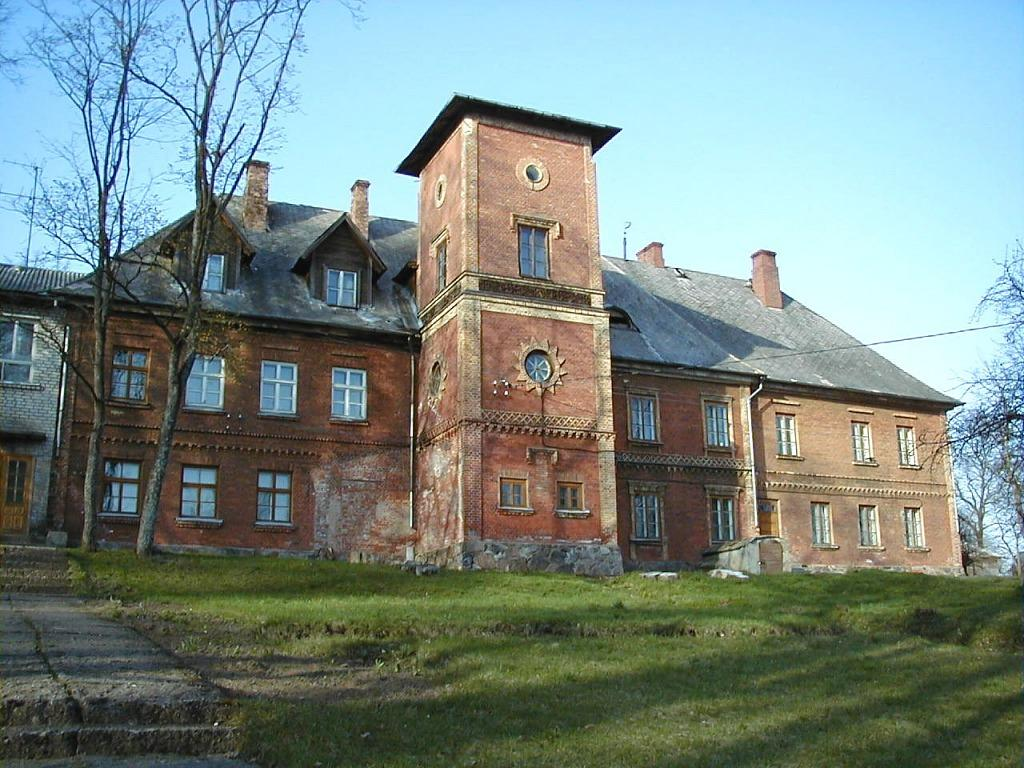
„Rotes Schloss“ östlich des Schlosses Alt-Schwanenburg
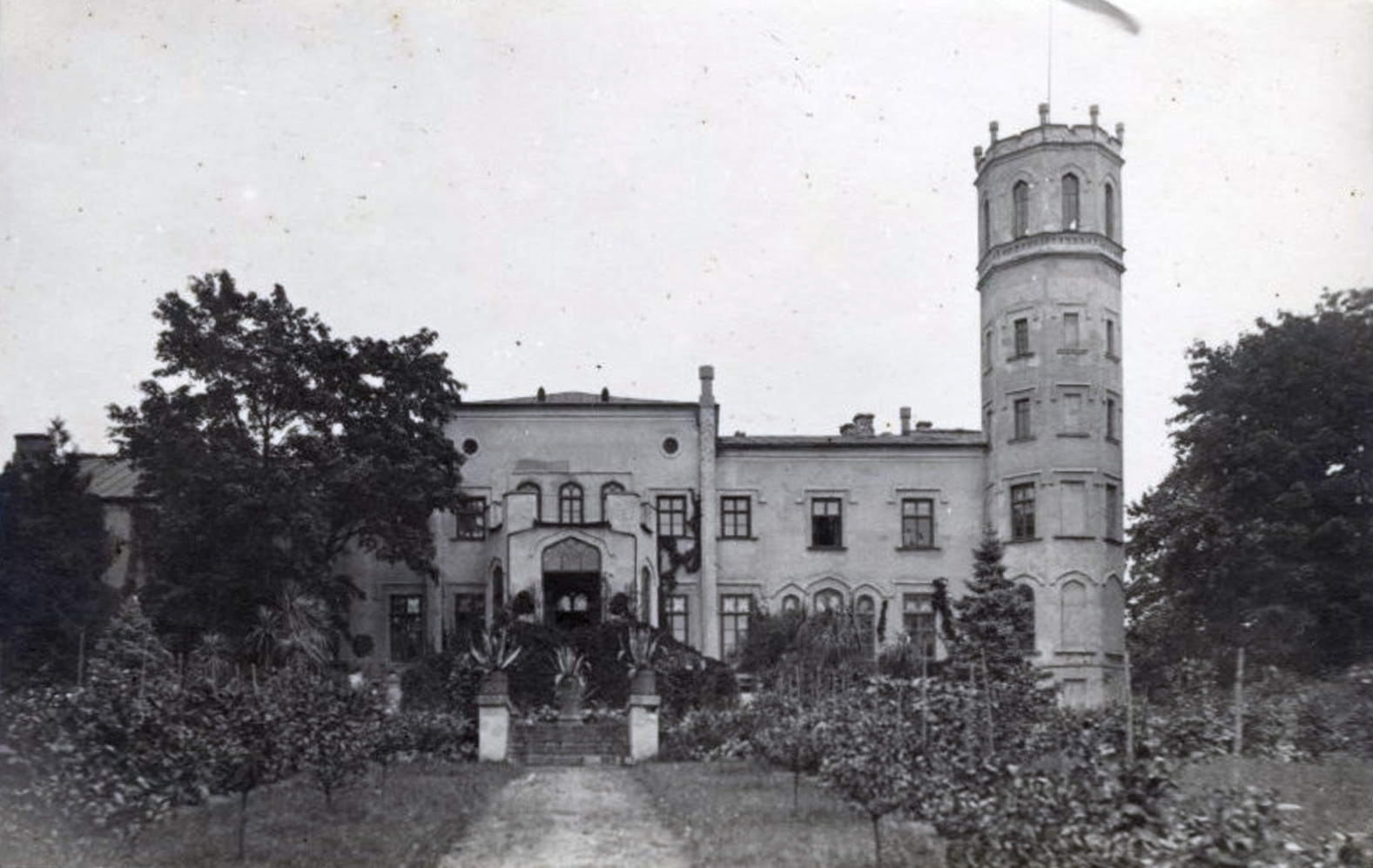
Photo des Schlosses Fianden (lett.: Lāzberģa muiža pils)
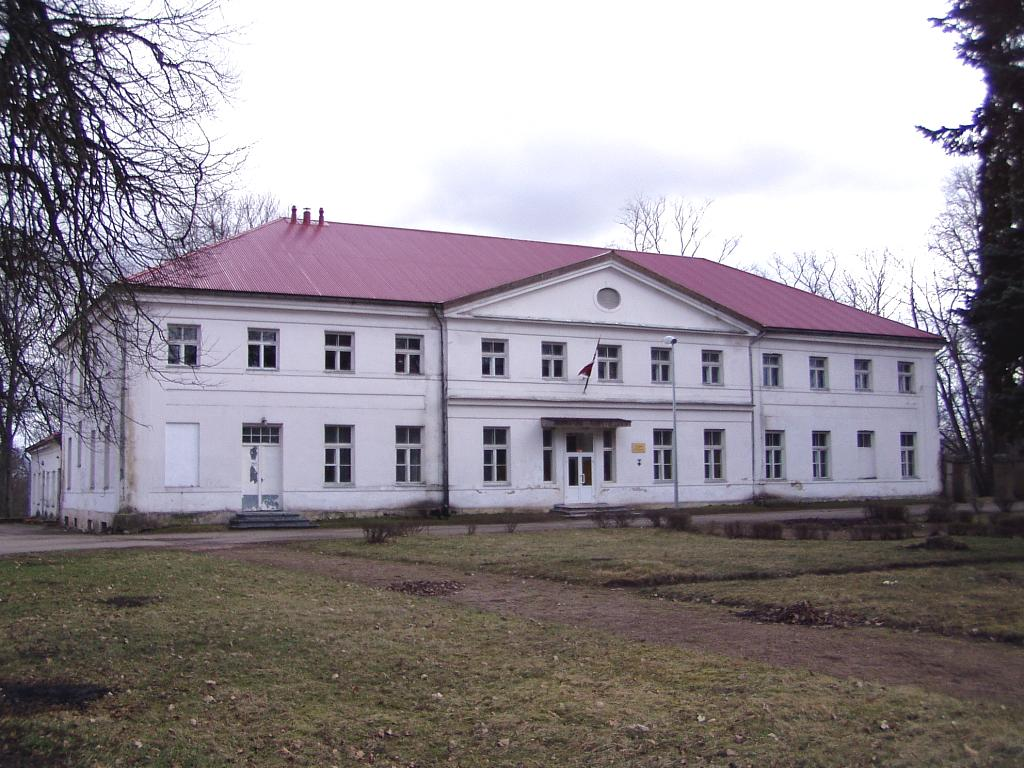
Schloss Lettin in Lettin (lett.: Litenes muižas pils)
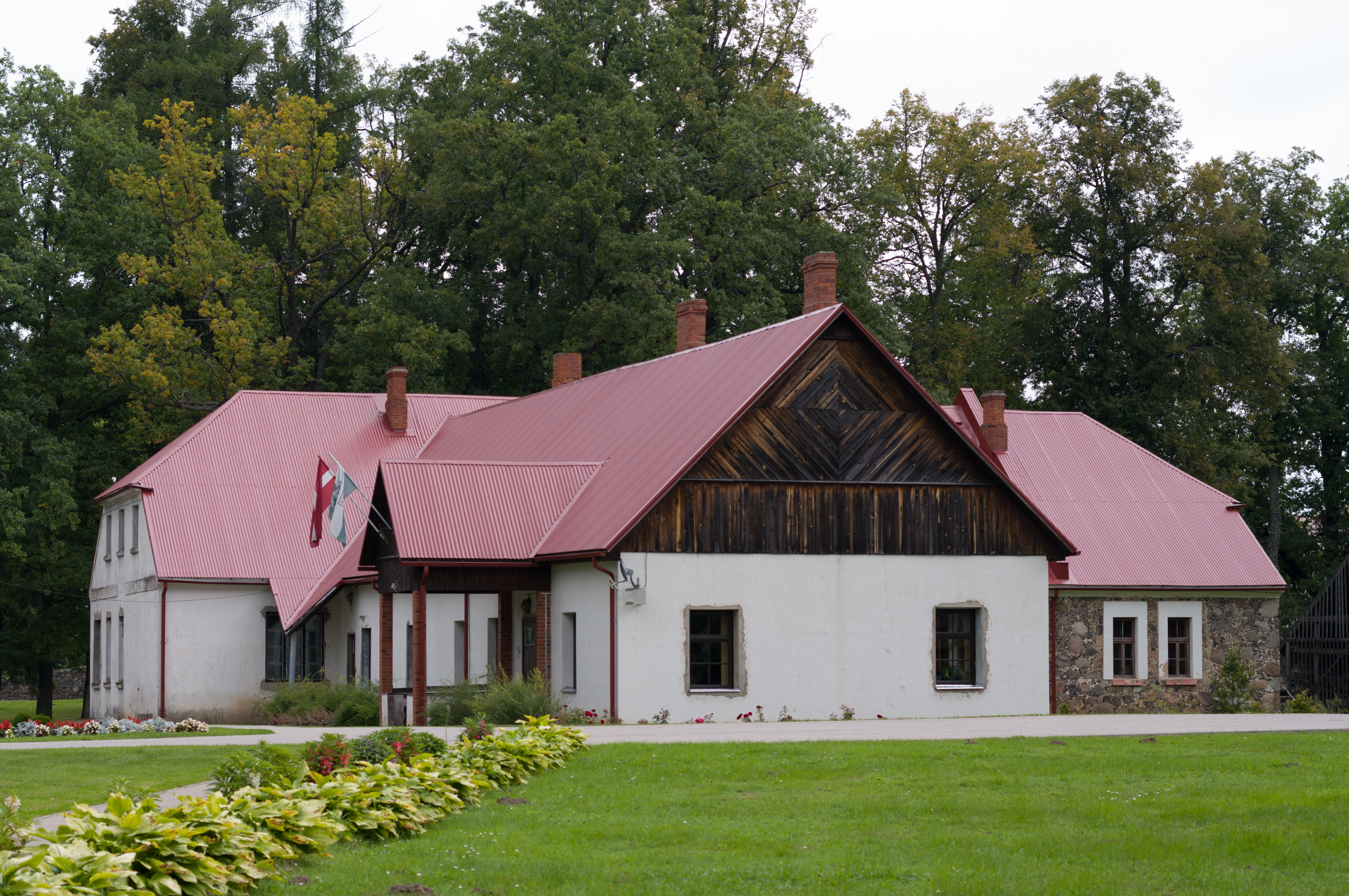
Wirtschaftsgebäude von Schloss Lettin
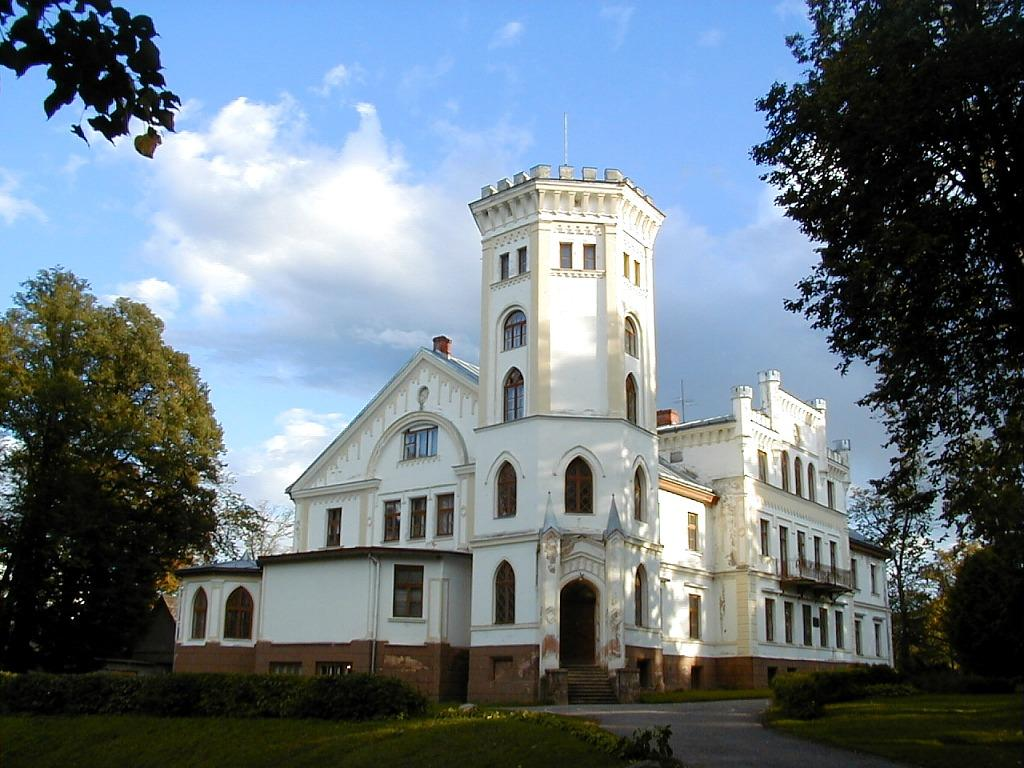
Schloss Lysohn (lett.: Lizuma muižas pils)
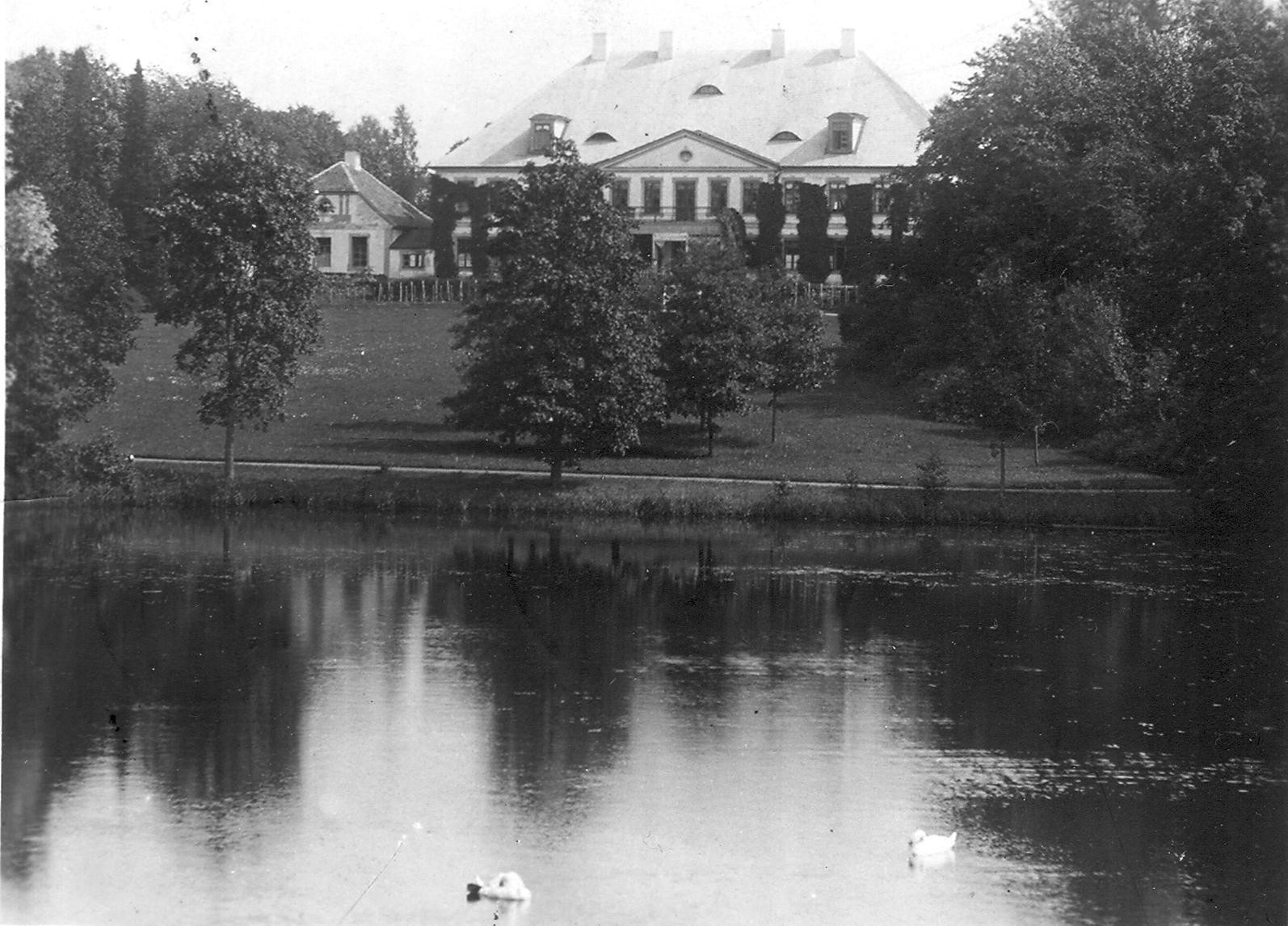
Photo des Schlosses Neu-Laitzen (lett.: Jaunlaicene muižas pils) von 1911
Wappen derer von Wolff an der Familienkapelle in Neu-Laitzen
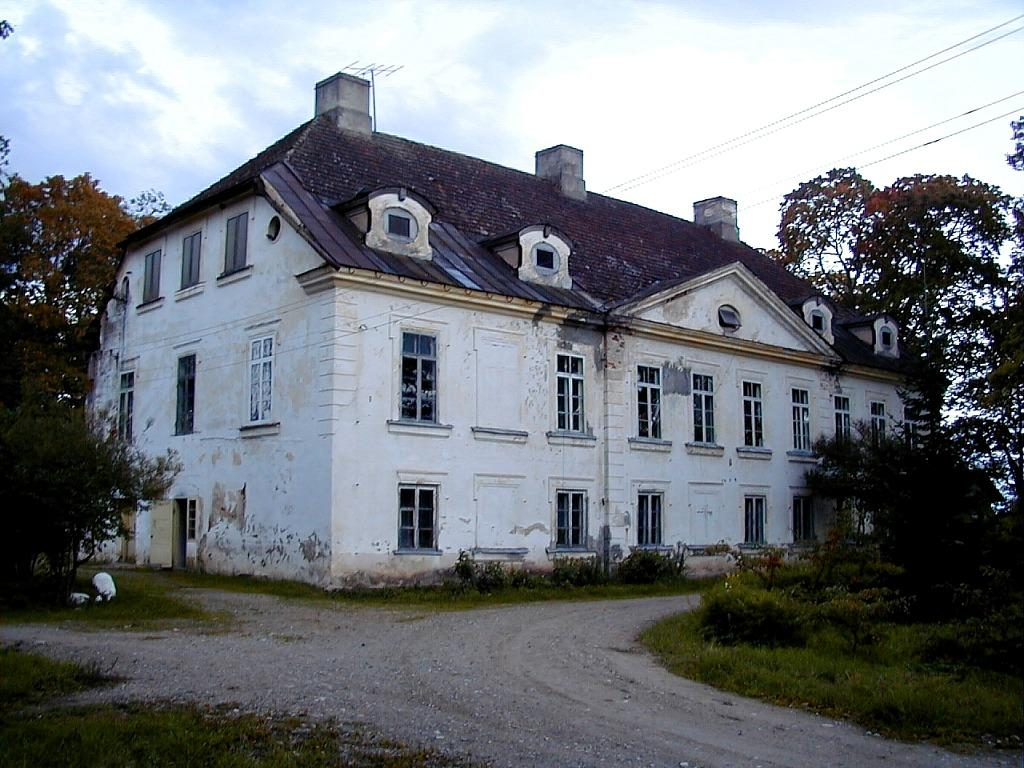
Hinterseite von Schloss Semershof (lett.: Ziemera muižas pils) im Jahr 2000
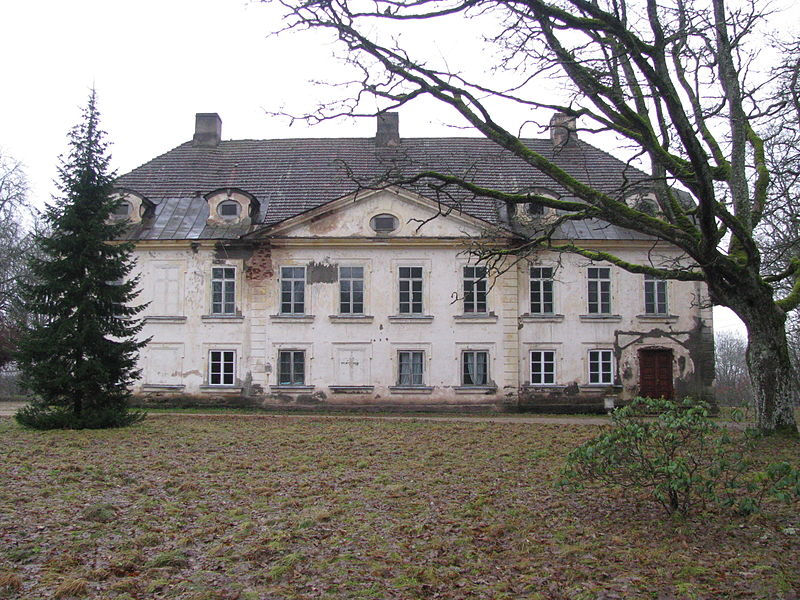
Vorderseite von Schloss Semershof
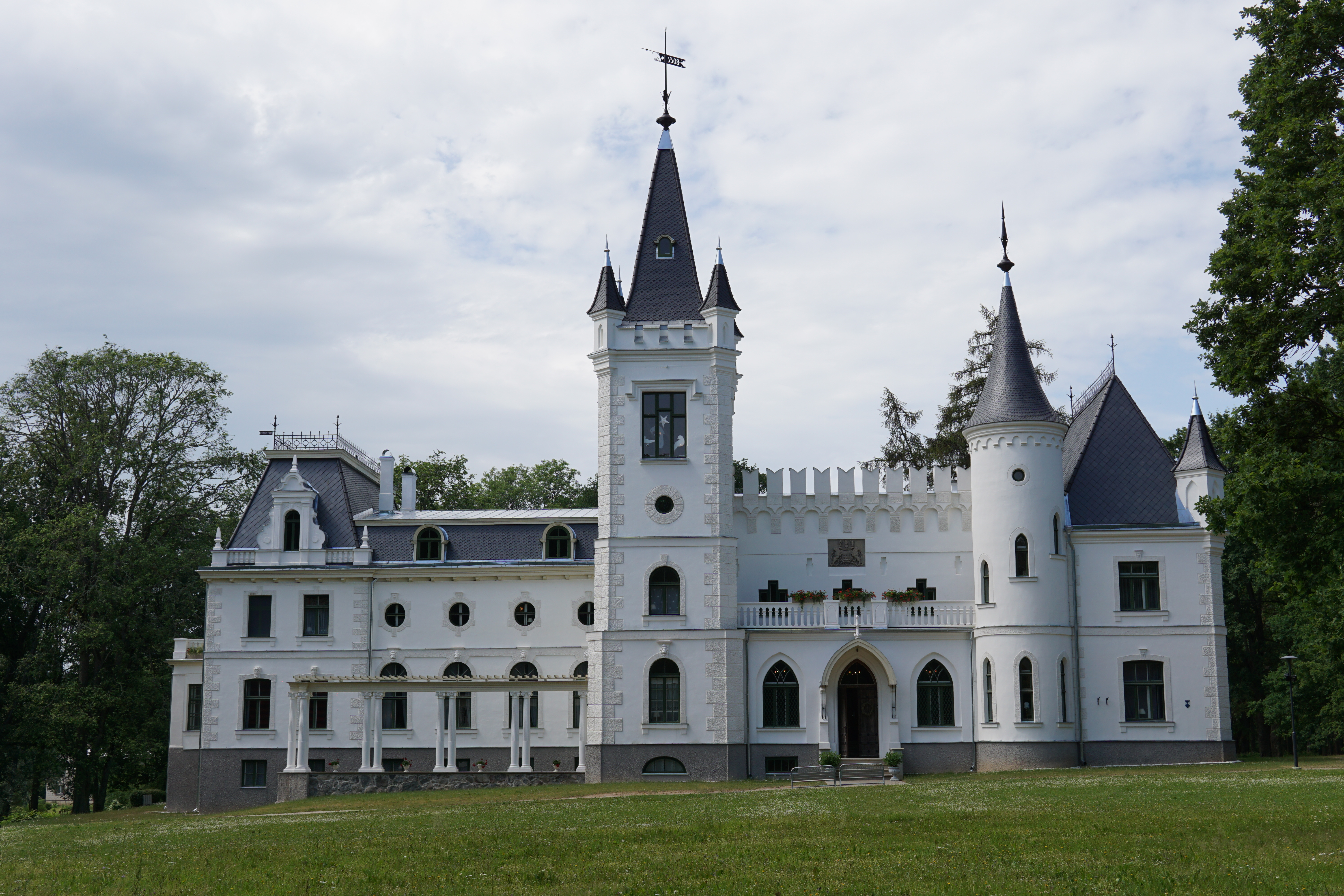
Schloss Stomersee in Stomersee (lett.: Stāmerienas muižas pils)
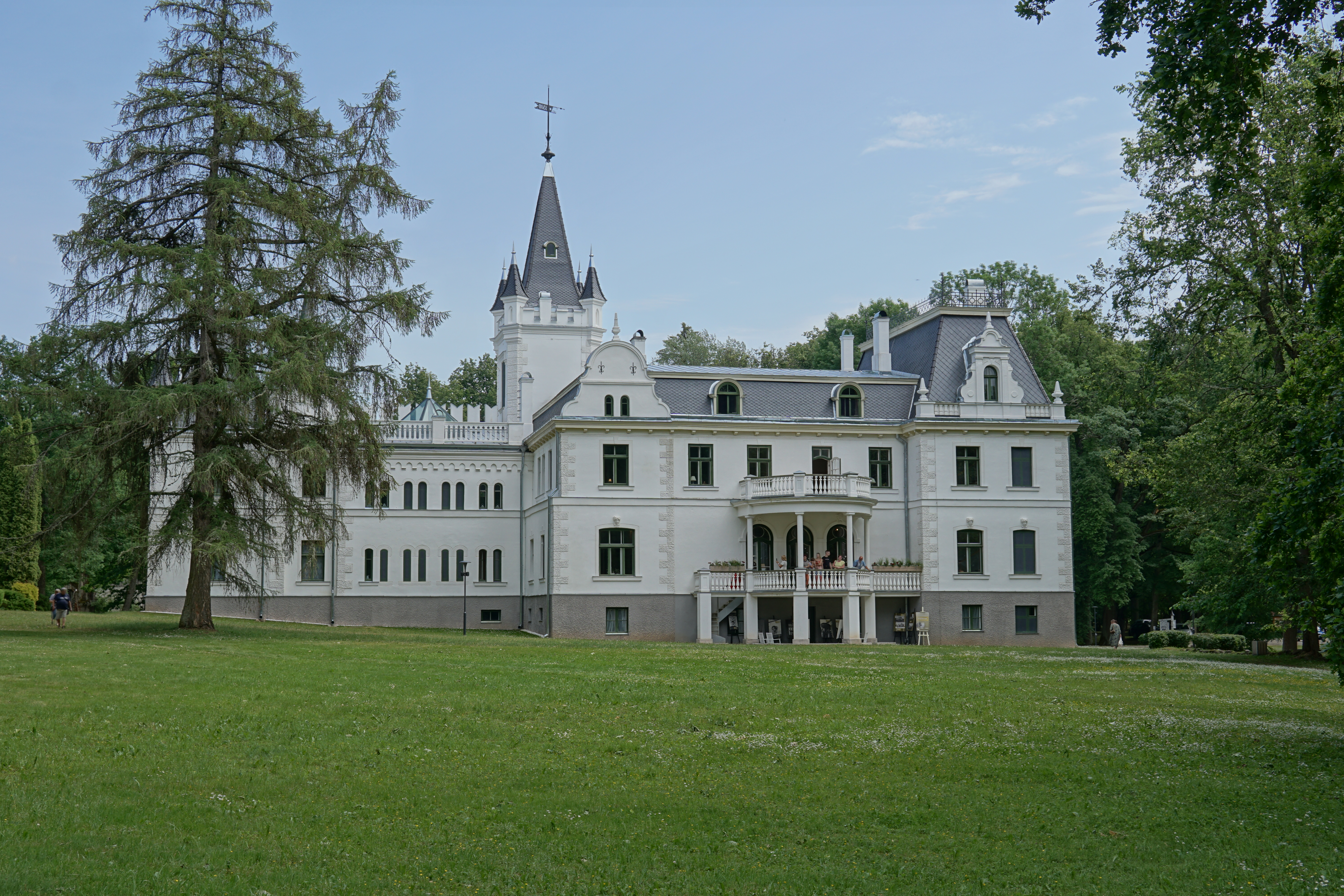
Rückseite von Schloss Stomersee

### Genealogie
- Genealogisches Handbuch der Baltischen Ritterschaften (Neue Folge), Hamburg 2022, Bd. 10, S. 371–466.
- Hans Friedrich von Ehrenkrook, Friedrich Wilhelm Euler, Jürgen von Flotow: Genealogisches Handbuch der Freiherrlichen Häuser, B (Briefadel), Band I, Band 7 der Gesamtreihe GHdA, C. A. Starke, Glücksburg/Ostsee 1954, S. 480–497. ISSN 0435-2408.
- Nicolas Freiherr von Wolff: Die Reichsfreiherren von Wolff in Livland 1670–1920. 1. Auflage, K. Mattiesens Buchdruckerei Ant.-Ges., Tartu 1936.
- Astaf von Transehe-Roseneck (Bearb.): Genealogisches Handbuch der livländischen Ritterschaft, Band 1, C. A. Starke, Görlitz 1929, S. 305–328.

### Sekundärliteratur
- Rosgartenmuseum Konstanz (Hrsg.): Die Zeppelins. Lebensgeschichten einer Adelsfamilie. Print+Medien Konstanz GmbH, Konstanz 2013, ISBN 978-3-929768-32-9.